# Ван (Чаренцаван)
«Ван» (вірм. Ֆորտբոլային Ակումբ Վան) — вірменська футбольна команда з міста Чаренцаван, заснована у 2019. Нині виступає у Вірме́нській Прем'є́р-лі́зі.

## Історія
31 травня 2019 вірмено-російський бізнесмен Олег Гукасов заснував футбольний клуб «Ван». Новостворена команда дебютувала в Першій лізі чемпіонату Вірменії сезону 2019—20.
30 липня 2020 клуб отримав ліцензію на право взяти участь у Вірменській Прем'єр-лізі сезону 2020—21. 31 липня 2020 року віцепрезидент Карен Барсегян заявив, що покидає посаду головного тренера, щоби зосередитися на посаді віцепрезидента клубу, а Севаду Арзуманяна призначили новим головним тренером команди.